# Hans Pelzer
Hans Pelzer (30 juli 1953) is een voormalig Nederlands voetballer die doorgaans als middenvelder speelde.
Pelzer maakte in 1972 de overstap van amateurclub Tiglieja naar FC VVV waar hij op 13 augustus 1972 zijn profdebuut maakte in de openingswedstrijd van het seizoen 1972/73. In een thuiswedstrijd tegen Roda JC (1-1) moest hij zich voortijdig geblesseerd laten vervangen door Jac Weeres. Het zou ook bij dat ene optreden namens de Venlose eerstedivisionist blijven. In zijn tweede profseizoen deed trainer Rob Baan geen beroep meer op hem. Samen met clubgenoten Hay Hendrickx, Dick Hoogendorp en Piet Schroemges vertrok de Tegelenaar in 1974 naar de sterke amateurclub SC Irene waar ze herenigd werden met voormalig VVV'er Harry Heijnen. In 1982 keerde Pelzer weer terug op het oude nest bij Tiglieja, waar hij ook zijn spelersloopbaan afsloot. 

## Statistieken
| Seizoen         | Club            | Competitie      | Competitie | Competitie | Beker | Beker | Playoff | Playoff | Totaal | Totaal |
| Seizoen         | Club            | Competitie      | Wed.       | Dlp.       | Wed.  | Dlp.  | Wed.    | Dlp.    | Wed.   | Dlp.   |
| --------------- | --------------- | --------------- | ---------- | ---------- | ----- | ----- | ------- | ------- | ------ | ------ |
| 1972/73         | FC VVV          | Eerste divisie  | 1          | 0          | 0     | 0     | —       | —       | 1      | 0      |
| 1973/74         | FC VVV          | Eerste divisie  | 0          | 0          | 0     | 0     | —       | —       | 0      | 0      |
| Carrière totaal | Carrière totaal | Carrière totaal | 1          | 0          | 0     | 0     | 0       | 0       | 1      | 0      |